# Gare de Shin-Hanamaki
La gare de Shin-Hanamaki (新花巻駅, Shin-Hanamaki-eki) est une gare ferroviaire de la ville de Hanamaki, dans la préfecture d'Iwate au Japon. Elle est exploitée par la compagnie JR East.

## Situation ferroviaire
La gare est située au point kilométrique (PK) 463,1 de la ligne Shinkansen Tōhoku et au PK 6,4 de la ligne Kamaishi.

## Histoire
La gare a été inaugurée le 14 mars 1985.

## Service des voyageurs

### Accueil
La gare dispose d'un bâtiment voyageurs, avec guichets, ouvert tous les jours.

### Desserte
- Ligne Shinkansen Tōhoku :
  - voie 1 : direction Morioka et Shin-Aomori
  - voie 2 : direction Sendai et Tokyo
- Ligne Kamaishi :
  - direction Kamaishi ou Hanamaki